# Калиновые
Калиновые (лат. Viburnaceae) — небольшое семейство цветковых растений порядка Ворсянкоцветные, входящего согласно системе классификации APG IV в кладу Астериды. 
До недавнего времени в ботанических источниках семейство фигурировало под названием Адоксовые (Adoxaceae Raf.), однако сейчас оно трактуется как устаревший синоним. 

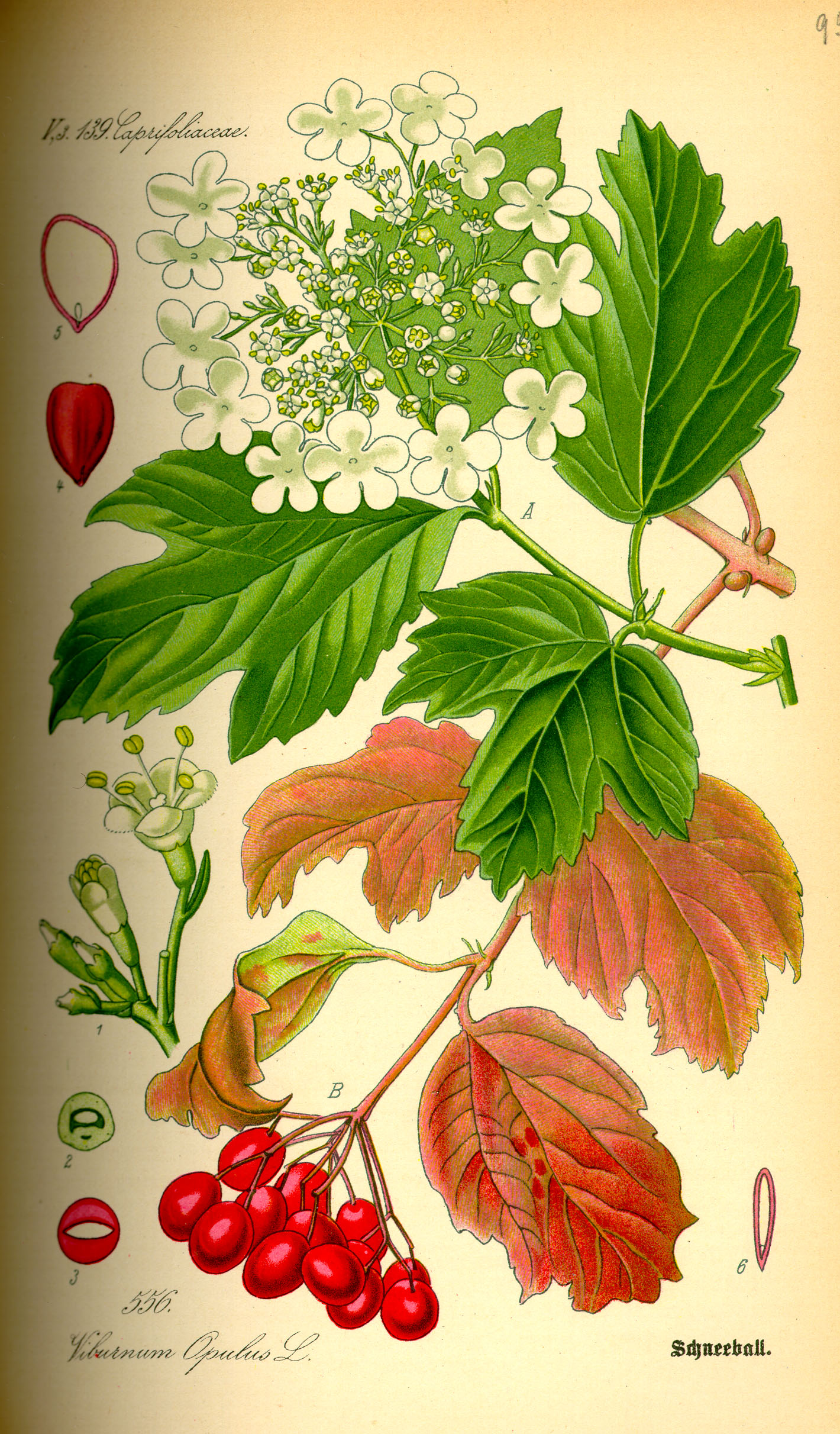
Viburnum opulus (Калина обыкновенная).

## Биологическое описание
Калиновые — многолетние травы, кустарники, изредка невысокие деревья.
Цветение происходит весной. Опыление — с помощью насекомых; может происходить и самоопыление.
Для калиновых характерны супротивные листья с зубчатыми краями и мелкие пятилепестные (изредка четырёхлепестные) цветки, собранные в цимозные соцветия. Тычинок пять. Завязь нижняя. Плод — костянка.

## Использование
Некоторые виды калиновых — лекарственные растения.
Некоторые виды бузины и калины используются как декоративные растения.

## Классификация
В ранних классификациях выделялось монотипное подсемейство Адоксовые семейства Жимолостные (Caprifoliaceae) или как самостоятельное монотипное семейство. В 1981 году был описан и включён в Адоксовые монотипный род Синадокса (Sinadoxa). Исследования, проведённые группой APG, подтвердили выделение адоксовых в отдельное семейство; кроме того, в семейство были добавлены роды Бузина (Sambucus) и Калина (Viburnum). Ранее эти роды обычно включали в семейство Жимолостные (Caprifoliaceae) — такой точки зрения придерживалась, к примеру, Большая российская энциклопедия (2008), — либо выделяли в отдельные семейства Бузиновые (Sambucaceae).
В системе классификации APG IV (2016) Адоксовые имеют ранг самостоятельного семейства и вместе с жимолостными (Caprifoliaceae) образуют порядок Ворсянкоцветные (Dipsacales). В состав семейства включались 5 родов (помимо трёх вышеназванных, это китайский монотипный род Синадокса и род Oreinotinus), объединяющих примерно 200 видов.
По состоянию на декабрь 2023 года в базе данных Мировой флоры онлайн WFO Plantlist семейство фигурирует под названием Калиновые (Viburnaceae). Название Адоксовые (Adoxaceae Raf.) трактуется как синонимичное, род Синадокса включен в состав рода Адокса, род Oreinotinus - в род Калина.
| |  |  |
| Соцветия растений семейства Калиновые. Слева направо: Адокса мускусная, Бузина красная, Калина обыкновенная |  |  |

### Таксономия
Viburnaceae Raf., 1820, Ann. Gen. Sci. Phys. 6: 87. 1820 [Oct-Dec 1820]
Cемейство Калиновые относится к порядку Ворсянкоцветные (Dipsacales). Кладограмма в соответствии с Системой APG IV по состоянию на декабрь 2023 года:
|  |                                      |  |                                   |                         |                     |  | ещё 1 семейство |        |  |                                                |
|  |                                      |  |                                   |                         |                     |  |                 |        |  |                                                |
|  |                                      |  |                                   | порядок Ворсянкоцветные |                     |  |                 |        |  |                                                |
|  |                                      |  |                                   |                         |                     |  |                 |        |  | 223 ботанических вида в статусе подтвержденных |
|  | отдел Цветковые, или Покрытосеменные |  |                                   |                         | семейство Калиновые |  |                 | 3 рода |  |                                                |
|  | отдел Цветковые, или Покрытосеменные |  |                                   |                         |                     |  |                 | 3 рода |  |                                                |
|  |                                      |  | ещё 63 порядка цветковых растений |                         |                     |  |                 |        |  |                                                |
|  |                                      |  |                                   |                         |                     |  |                 |        |  |                                                |

### Роды
Семейство Калиновые включает три рода
- Адокса, или Мускусница, или Мускусная трава. Травянистые растения, широко распространённые в умеренных областях Северного полушария.
- Бузина. Кустарники (изредка деревья), многолетние травы из Евразии, Северной Африки, Северной Америки и Австралии.
- Калина. Кустарники из Евразии, Северной Африки и Северной Америки.

| |  |  |  |
| Плоды растений семейства Адоксовые. Слева направо: Бузина красная, Бузина черная, Калина обыкновенная, Калина Давида |  |  |  |